# Dellewal
Dellewal is een buurtschap ten oosten van West-Terschelling op het waddeneiland Terschelling, in de Nederlandse provincie Friesland. De buurtschap valt onder het dorp West-Terschelling. De naam wordt ook gegeven aan de kustlijn langs de natuurlijke Dellewalbaai ten oosten van West-Terschelling. Tot in het begin van de 20e eeuw was die kustlijn een strand en vormde het een onderdeel van de hoofdweg over Terschelling. Tegenwoordig is de kustlijn door granieten blokken verstevigd en ligt er een geasfalteerd fietspad.
Dellewal wordt van West-Terschelling gescheiden door een hoog duincomplex met de naam Grootduin. In de zestiende en zeventiende eeuw was dit duincomplex veel groter en stond het bekend onder de naam Hanskedúne. In die periode verplaatste de slenk die toegang gaf tot de haven van West-Terschelling zich in noordelijke richting waardoor een groot deel van het duin afsloeg en in zee verdween. Ook delen van West-Terschelling en de vlak bij Dellewal gelegen buurtschap Wolmerum gingen toen verloren.
In 1836 werd aan het oosteinde van Dellewal een korenmolen gebouwd. Deze molen heeft hier tot 1876 gestaan, maar werd toen verkocht aan de molenaar van Formerum, die de molen afbrak en in Formerum weer opbouwde.
Dellewal heeft een Stayokay (Jeugdherberg), een complex dat tot de opening van de nieuwe campus in september 2017, diende als internaat van het Maritiem Instituut Willem Barentsz (de hogere zeevaartschool van Terschelling) en recreatiewoningenterrein en een luxe appartementen complex.
In de beboste duinen ten noorden van Dellewal bevindt zich het Bunker Museum Terschelling met een aantal bunkers uit de tijd van de Duitse bezetting tijdens de Tweede Wereldoorlog.
Dorpen en buurtschappen: Baaiduinen · Dellewal · Formerum · Halfweg · Hee · Hoorn · Horp · Kaard · Kinnum · Landerum · Lies · Midsland · Midsland aan Zee · Midsland-Noord · Oosterend · Striep · West aan Zee · West-Terschelling

Friesland: Steden en dorpen      Nederland: Provincies · Gemeenten